# Changjin

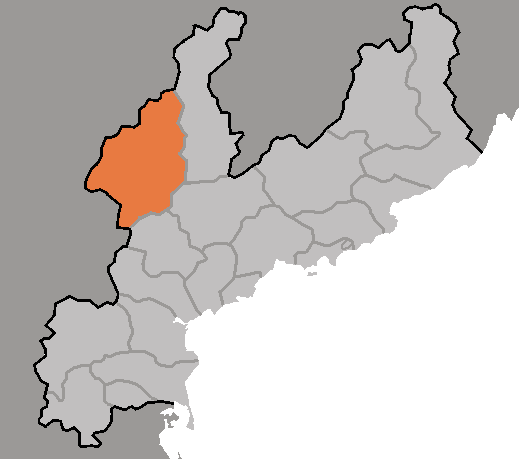
Mapa de Changjin, em laranja, na Coreia do Norte.

Changjin é um condado na província de Hamgyong Sul, na Coreia do Norte.